# تماس گیرنده (فیلم ۱۹۸۷)
تماس گیرنده (به انگلیسی: The Caller) یک فیلم دلهره‌آور و معمایی آمریکایی محصول سال ۱۹۸۷ به کارگردانی آرتور الن سیدلمن با بازی مالکوم مک‌داول و مدولین اسمیت اسبرن است.

## خلاصه داستان
یک شب، غریبه‌ای از زنی که به تنهایی در خانه‌ای در جنگل ساکن است، درخواست استفاده از تلفنش را می‌کند. اما به زودی مشخص می‌شود که همه چیز یه ...

## انتشار فیلم
این فیلم که در ابتدا برای اکران در سینماها در نظر گرفته شده بود، فقط در سالن سینماهای ایتالیا به نمایش درآمد. سرانجام در ۲۷ دسامبر ۱۹۸۹، این فیلم در ایالات متحده آمریکا از طریق نوار وی اچ اس منتشر شد.